# Lieja-Bastogne-Lieja 2002
La Lieja-Bastogne-Lieja 2002 fou la 88a edició de la clàssica ciclista Lieja-Bastogne-Lieja. La cursa es va disputar el diumenge 21 d'abril de 2002, sobre un recorregut de 258 km, i era la quarta prova de la Copa del Món de ciclisme de 2002. L'italià Paolo Bettini (Mapei-Quick Step) va guanyar per davant del seu company d'equip Stefano Garzelli, i d'Ivan Basso (Fassa Bortolo), segon i tercer respectivament.

## Classificació general
|    | Ciclista             | Equip             | Temps      |
| -- | -------------------- | ----------------- | ---------- |
| 1  | Paolo Bettini        | Mapei-Quick Step  | 6h 39' 44" |
| 2  | Stefano Garzelli     | Mapei-Quick Step  | m. t.      |
| 3  | Ivan Basso           | Fassa Bortolo     | + 15"      |
| 4  | Mirko Celestino      | Saeco             | + 23"      |
| 5  | Massimo Codol        | Lampre-Daikin     | + 28"      |
| 6  | Matthias Kessler     | Team Telekom      | + 35"      |
| 7  | Peter Van Petegem    | Lotto-Adecco      | + 1'03"    |
| 8  | Francesco Casagrande | Fassa Bortolo     | m. t.      |
| 9  | Davide Rebellin      | Team Gerolsteiner | m. t.      |
| 10 | Aleksandr Vinokúrov  | Team Telekom      | m. t.      |